# Tomelilla köping
Denna artikel handlar om den tidigare kommunen Tomelilla köping. För orten se Tomelilla, för dagens kommun, se Tomelilla kommun.
Tomelilla köping var tidigare en kommun i Kristianstads län. 

## Administrativ historik
Tomelilla köping bildades 1921 genom en utbrytning ur Ullstorps landskommun och Tryde landskommun där Tomelilla municipalsamhälle inrättats 22 januari 1887. 
Köpingen utökades genom inkorporeringar enligt:
- Vid kommunreformen 1952
  - Benestads landskommun
  - Ramsåsa landskommun (från Malmöhus län)
  - Tryde landskommun
  - Ullstorps landskommun
- 1969
  - Brösarps landskommun (utom Ravlunda församling)
  - Onslunda landskommun
  - Smedstorps landskommun
  - Östra Ingelstads församling ur Hammenhögs landskommun

Köpingen ombildades 1971 till Tomelilla kommun.
Köpingen hörde före inkorporeringar till Tomelilla församling som 1926 utbröts ur Tryde församling och Ullstorps församling. 

## Heraldiskt vapen
Köpingen saknade vapen.

## Geografi
Tomelilla köping omfattade den 1 januari 1952 en areal av 76,50 km², varav 76,07 km² land.

### Tätorter i köpingen 1960
I Tomelilla köping fanns tätorten Tomelilla, som hade 4 160 invånare den 1 november 1960. Tätortsgraden i köpingen var då 66,3 procent.

## Politik

### Mandatfördelning i valen 1938-1968
| 8 | 11 | 1 |

| 19 |

| 11 | 2 | 2 | 5 |

| 18 |

| 10 | 10 |

| 19 |

| 17 | 2 | 8 | 7 | 5 |

| 34 |

| 16 | 5 | 6 | 6 | 6 |

| 34 |

| 15 | 2 | 8 | 6 | 8 |

| 36 |

| 17 | 8 | 7 | 7 |

| 34 |

| 16 | 9 | 7 |  | 6 |

| 33 | 6 |

| 15 | 11 | 7 |  | 6 |

| 38 |